# Kathedrale von Foggia
Beata Maria Vergine Assunta in Cielo, auch Icona Vetere ist die Kathedrale in Foggia. Sie stammt in der heutigen Grundform aus dem 12. Jahrhundert und wurde mehrfach umgebaut. Nach der Barockisierung im 17. und einem schweren Erdbeben im 18. Jahrhundert wurde sie erneut aufgebaut, erst in jüngster Zeit wurden die Beschädigungen aus dem Zweiten Weltkrieg, in dem Foggia schwer getroffen wurde, behoben. Von kunstgeschichtlicher Bedeutung sind die Krypta sowie ein erst im 20. Jahrhundert wiederentdecktes Portal auf der Nordseite.
Seit 23. September 1806 ist die Kirche eine Basilica minor. 1940 wurde sie in die Liste italienischer Nationaldenkmale aufgenommen.

## Lage und Namensgebung
Die Kirche liegt im historischen Stadtzentrum Foggias an der nach ihr benannten Piazza Cattedrale und an der Via Duomo etwa 200 Meter nordwestlich des Palazzo Dogana. In unmittelbarer Nachbarschaft steht die Kirche Chiesa dell'Annunziata (Mariä Verkündigung).
Ihren Zusatznamen hat sie von einem angeblich wundertätigen Marienbild, genannt „Madonna dei sette veli“, dazu weiter unten. Daher auch der Name Ikone, ital. Icona, der zweite Namensbestandteil leitet sich vom lateinischen vetus = alt ab.

## Baugeschichte

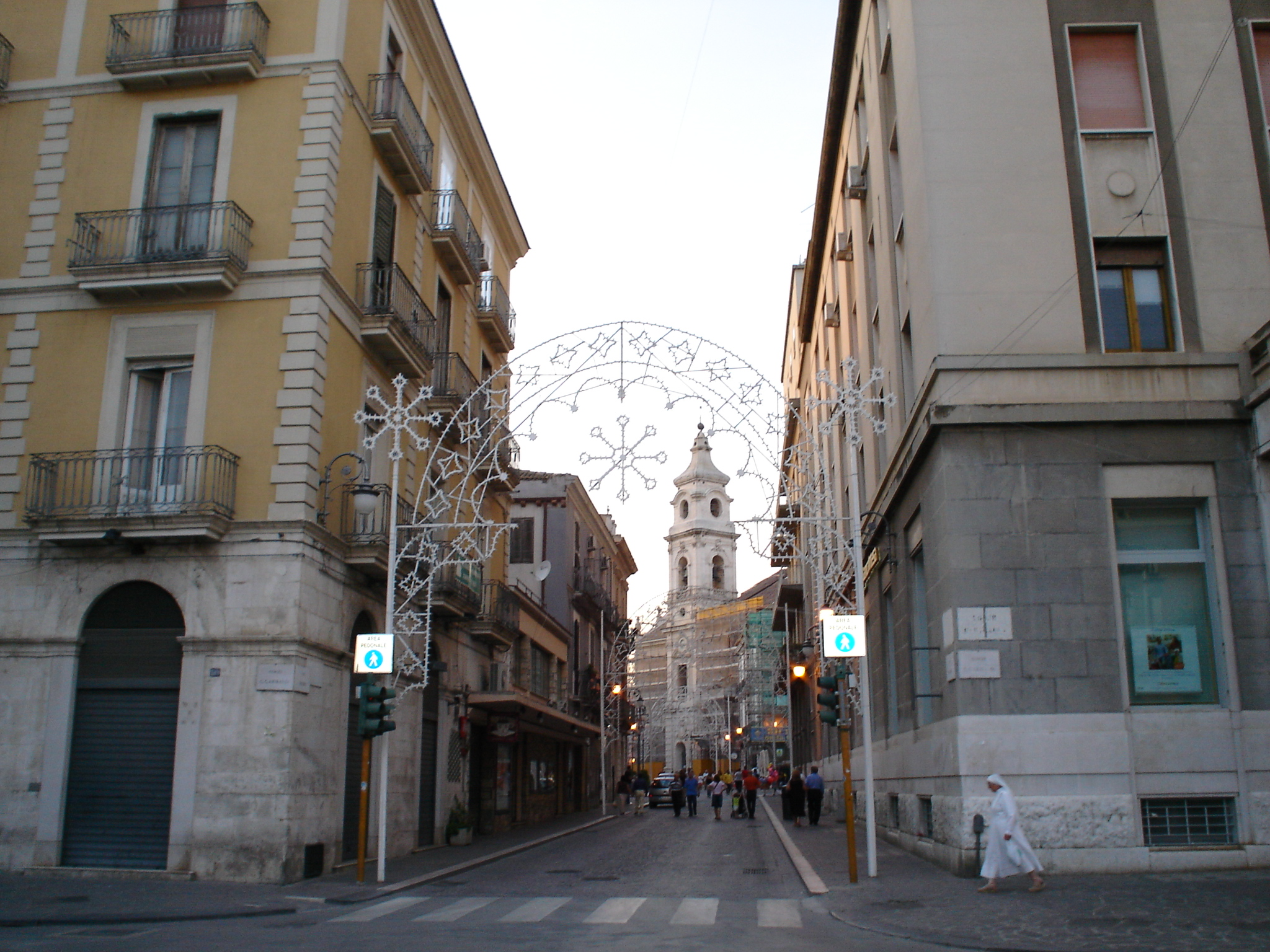
Blick auf den Campanile durch die Via Duomo

Ein erster Bau an dieser Stelle wird im Zusammenhang mit Robert Guiskard genannt. In einer Urkunde seines Sohnes Roger Borsa von 1089 wird eine Kirche Santa Maria de Fovea genannt, der Bau muss daher zu diesem Zeitpunkt bereits Bestand gehabt haben. Es handelte sich dabei wohl um einen Zentralbau. Das heutige Kirchengebäude entstand durch die Anfügung des Langhauses ab 1172 oder 1179. Die Jahreszahl der Errichtung befand sich im Türsturz des Hauptportals, dieser ist nicht mehr vorhanden und die Überlieferungen der Inschrift widersprechen sich. Sicher ist, dass dieser Bau unter König Wilhelm II. von Sizilien in Auftrag gegeben wurde. An zahlreichen Einzelheiten meint die Kunstgeschichte erkennen zu können, dass der Dom Santa Maria Assunta in Troia Vorbild für die Errichtung dieses Baus war. Die nächste größere Veränderung war die Neugestaltung des Querschiffs ab 1223, was sicher mit der Verlegung der Zentralverwaltung von Palermo nach Foggia durch Kaiser Friedrich II. im Jahr 1222 zusammenhängt. Bei diesen Arbeiten wurde die Krypta verändert; deshalb war es notwendig, das Fußbodenniveau des Querschiffes gegenüber dem Langhaus zu erhöhen. Die Kirche wurde dann in der zweiten Hälfte des 17. Jahrhunderts umfassend im Geschmack der Zeit gestaltet, durch die Anhebung des Fußbodens im Langhaus wurde der Unterschied wieder behoben. Die mittelalterlichen Hochwände des Langhauses wurden abgetragen, um Platz für die Tonnenwölbung zu haben; ihm gegenüber wurden die Außenwände aufgestockt. Auch die basilikale Grundstruktur wurde aufgegeben und ein einheitliches, großes Innere geschaffen. Bei einem verheerenden Erdbeben wurde der Bau 1731 schwer beschädigt. Fast der gesamte obere Teil der Kirche und der frei stehende Glockenturm, der Campanile von 1110, waren eingestürzt. Lediglich der barocke Aufbau wurde beim Wiederaufbau erneuert. 1740 folgte der Neubau des Campanile, allerdings an anderer Stelle. Ursprünglich hatte er sich auf der Nordseite der Kirche befunden.
1855 wurde Foggia zum Bischofssitz und die Kirche damit zur Kathedrale des heutigen Erzbistums Foggia-Bovino erhoben.
Als die Stadt 1943 bei Luftangriffen schwer beschädigt wurde, wurde auch die Kathedrale getroffen. Die Beseitigung dieser Schäden wurde erst vor einigen Jahren abgeschlossen.

## Westfassade und Portal auf der Nordseite
Die Westfassade stammt im unteren Teil noch von den Arbeiten aus dem 13. Jahrhundert, soweit nicht Teile wegen Beschädigungen ersetzt wurden. Sie enthält fünf vertikale, arkadenförmig gestaltete Elemente, die jeweils von mehrfach gestuften Bögen überfangen werden. Das mittlere, das Hauptportal enthaltende, ist doppelt so breit wie die anderen. Getrennt werden die Bögen durch die Einfügung kleiner Pilaster. Die äußeren Blendarkaden enthalten Rundfenster. Bemerkenswert ist das umlaufende Konsolgesims. Es ist überaus reich mit einem Programm aus Tieren, Pflanzen, Fabel- und Menschenwesen verziert. Zugeschrieben wird es Friedrichs Baumeister Bartolomeo da Foggia.
Bemerkenswerter als die ansonsten als „keine reine Augenweide“ empfundene Fassade ist ein nach jahrhundertelanger Vermauerung erst 1953 entdecktes Portal auf der Nordseite. Es ist leicht spitzbogig gearbeitet und stammt etwa von 1225. Seine Spannweite ist gegenüber den anderen auf der Nordseite leicht größer und im Gegensatz zu den anderen Spitzbögenarkaden ist diese Arkade sägefriesartig gestaltet und erhält dadurch eine strahlenkranzförmige Wirkung. Die im Tympanon dieses Bogens eingefügten Figuren entstammen Funden aus dem Schutt des Erdbebens von 1731. Vorhanden ist zunächst ein Segnender Christus. Die Figur wird von zwei fliegenden Engeln flankiert. Unterhalb dieser Gruppe, auf Höhe der Kapitelle der einfassenden Pilaster, befinden sich drei weitere Figuren: links Samson mit dem Löwen, rechts eine Bischofsfigur und im mittleren, dreimal so breiten Relief eine Reiterfigur. Für diesen Reiter haben die Kunsthistoriker verschiedene Deutungen entwickelt. Genannt werden Konstantin der Große, der Heilige Georg, aber auch Kaiser Friedrich II. selbst. Willemsen weist darauf hin, dass der Stuhl des Abtes von Monte San Vergine ein kleineres, diesem Relief genau entsprechendes enthält.
Im eigentlichen Portaltympanon befindet sich eine Gruppe aus vier Gestalten, einmal die Mutter Jesu mit dem Christuskind, links und rechts umgeben von jeweils einer Engelsfigur. Es handelt sich wohl um die Erzengel Gabriel und Michael. An den herausgemeißelten Kissenrollen bei der Marienfigur ist zu erkennen, dass sie im Gegensatz zu den Engeln thront. Allen Figuren gemeinsam ist, dass sie byzantinische Vorbilder haben.

## Krypta
Die Krypta ist in ihrer Art für eine apulische Domkrypta einzigartig. Sie zieht sich durch den gesamten Untergrund des Querhauses und ist, im Gegensatz zu den sonstigen apulischen Krypten, unregelmäßig in der Jochgestaltung. Im zentralen, quadratischen Raum tragen vier kräftige Säulen die Bögen des Joches. Um dieses offensichtlich als Zentralraum gestaltete Quadrat – ein Hinweis auf den Vorgängerbau – liegt ein weiteres Quadrat. Die von den Säulen zu den hier verwendeten sechs Pfeilern abgehenden Bögen sind von der Spannweite her deutlich kürzer und spitzbogig ausgeführt. Von ihnen gehen jeweils abermals Bögen zu den in die Mauern der Krypta eingelassenen Pilastern. Lediglich die drei Aspiden des Zentralraumes der Krypta sind original, die übrigen gehen auf die Veränderungen im 18. Jahrhundert zurück.
Von Interesse sind die Kapitelle der vier Säulen des inneren Quadrates. Sie wurden zwar einheitlich aus dem Stil der korinthischen Ordnung heraus geschaffen, sind aber in Einzelheiten dennoch sehr unterschiedlich. So ist das Blattwerk der Akanthusblätter bei weitem nicht so gedrängt wie in der Antike, jedes Blatt erscheint an sich einzeln. Es scheint, als habe der Bildhauer mit einer einfachen Variante begonnen und letztlich eine Reihe von Kapitellen geschaffen, deren Komplexität sich auf der jedes Vorgängerkapitells weiter aufbaut. Jacobs weist in seiner Dissertation nach, dass die Kapitelle wohl aus einer einzigen Hand stammen, und geht – wie andere – ebenfalls von Bartolomeo da Foggia als ausführendem Meister aus. Die Kapitelle sind ein Beispiel für den damals neuen „staufischen Dekorationsstil“.

## Inneres und Heiligtum
Das heutige Innere der Kirche ist eine in barocken Formen gestaltete Hallenkirche. Das vierjöchige Langhaus wird von einem Tonnengewölbe überfangen, es gibt im Langhaus keine Seitenkapellen. Pilaster tragen die Bögen des Gewölbes. Die Ostseite mit der tiefen Apsis in der gesamten Breite des Langhauses entstammt erst den Umbauten des 18. Jahrhunderts. Die seitlichen Arme des Querschiffes sind von Tonnengewölben mit Stichkappen gedeckt. Die Vierung wird von einer flachen Kuppel überfangen.
Bis zum Erdbeben von 1731 enthielt die Innenseite des Hauptportals einen von Löwen getragenen Sarkophag unter einem Baldachin. Er enthielt, in einer Silberkapsel eingeschlossen, das Herz Friedrichs II. Heute ist hier das Gemälde Die Brotvermehrung eines neapolitanischen Künstlers aus dem 18. Jahrhundert aufgehängt.
Rechts des Presbyteriums befindet sich die Kapelle des Gnadenbildes Madonna dei sette veli. Es hat seinen Namen, weil das angeblich wundertätige Bild, es handelt sich um eine byzantinische Arbeit, in sieben Hüllen bzw. Schleier (ital. velo) eingeschlagen ist. Es ist in einer reichverzierten silbernen Lade eingeschlossen. Zweimal im Jahr findet dem Heiligtum zu Ehren eine Prozession durch Foggia statt. Das Bild, es wurde der Überlieferung nach 1073 unter eigenartigen Umständen in einem Teich gefunden, spielte nach seiner Auffindung eine gewisse Rolle beim Wiedererstarken der alten und zerfallenen antiken Stadt. Der vermutete erste Bau von Santa Maria Icona Vetere unter Herzog Robert mag damit zusammenhängen. Die Kapelle selbst entstand bei der Barockisierung der Kirche im Jahr 1672.